# 克莱蒙 (阿列日省)
克莱蒙（法語：Clermont，法語發音：[klɛʁmɔ̃] ⓘ）是法国阿列日省的一个市镇，位于该省中西部偏北，属于聖日龍區。

## 地理
克莱蒙（43°2'22"N, 1°18'5"E）面积7.41 平方千米，位于法国奧克西塔尼大區阿列日省，该省份为法国西南部内陆省份，西部和北部与上加龙省接壤，东临奥德省，东南至东比利牛斯省接壤，南与安道尔和西班牙接壤。
与克莱蒙接壤的市镇（或旧市镇、城区）包括：卡马拉德、莱斯屈尔、勒马斯达济勒、蒙瑟龙、里蒙。

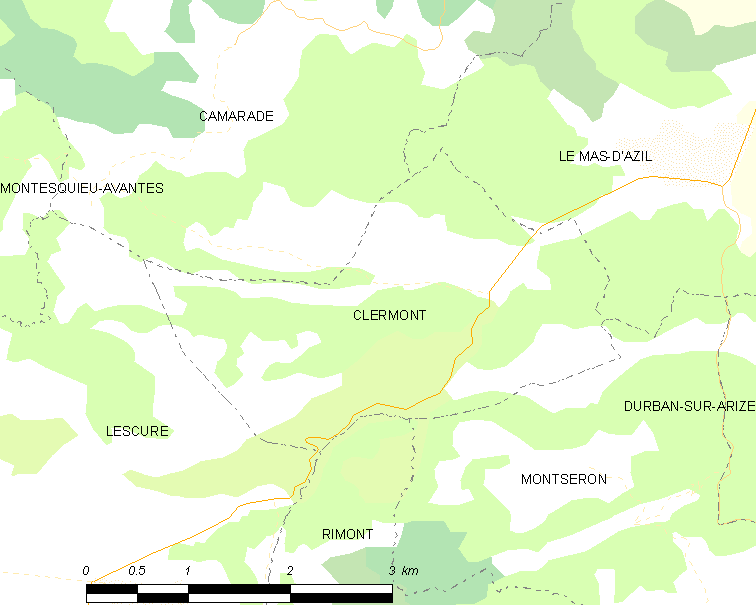
的OSM定位图

克莱蒙的时区为UTC+01:00、UTC+02:00（夏令时）。

## 行政
克莱蒙的邮政编码为09420，INSEE市镇编码为09097。

## 政治
克莱蒙所属的省级选区为库斯朗东县。

## 人口

1962-2008年间人口变化图示

克莱蒙于2022年1月1日时的人口数量为118人。